# ジュンとヨッパ
『ギャグジカル ジュンとヨッパ』は、1970年11月5日から1971年3月25日までTBS系列局で放送されていたTBS製作の音楽バラエティ番組である。放送時間は毎週木曜 19:00 - 19:30 （日本標準時）。

## 概要
井上順之（後の井上順）とフォーリーブスがメインを務めていた番組で、歌あり、ギャグあり、コントありの内容で放送。番組タイトルの「ジュン」とは井上のことで、「ヨッパ」とはフォーリーブスの由来となった言葉「四葉」を指す。また、「ギャグジカル」とはギャグとミュージカルを合成した造語である。他に永田英二（後の長田栄二）とゴールデンハーフも出演していた。